# Limnephilus sitchensis
Limnephilus sitchensis är en nattsländeart som först beskrevs av Friedrich Anton Kolenati 1859.  Limnephilus sitchensis ingår i släktet Limnephilus och familjen husmasknattsländor. Inga underarter finns listade i Catalogue of Life.